# Självständighetsorden (Jordanien)

Självständighetsorden

Självständighetsorden (arabiska: Wisam Al Ordani Al Istiklal), är en jordansk orden instiftad 1921 av kungen av Hijaz, Hussein ibn Ali, som var far till Jordaniens förste kung Abdullah I. Utmärkelsen gavs ut som erkänsla för dåd för Jordaniens självständighet. Mottagaren behöver inte vara jordansk medborgare.
Bland Jordaniens ordnar är självständighetsorden den lägsta.
Orden har fem grader och en medalj. De fem graderna är:
- Stort ordensband
- Storofficer
- Kommendör
- Officer
- Riddare